# Stenløse Bio
Stenløse Bio eller Stenløse Biograf var en biograf i Stenløse i Nordsjælland.

## Historie

### Byggeri og Philipsen-tiden
Stenløse Bio blev bygget af murermester Sigurd Philipsen og hans kone Else Philipsen og stod færdig i 1959. I 1960 blev Else Philipsen dog enke og måtte stå for biografens drift alene. I 1989 overtog sønnen Torben Phillipsen driften, frem til sin død i 2005. Mona Phillipsen (enke efter Torben Philipsen) solgte den samme år videre til 2 lokale familier, der drev den videre i fællesskab.
Biografen lukkede i efteråret 2011 på grund af dårlig økonomi og blev sat til salg.

### Brand
Den 4. maj 2016 brændte Stenløse Bio ned. Nordsjællands Politi mente, at branden var påsat.